# Serhiy Makarenko
Pour les articles homonymes, voir Makarenko.
Serhiy Makarenko (né le 11 septembre 1937 à Kryvyï Rih en République socialiste soviétique d'Ukraine) est un céiste ukrainien (né soviétique) qui a concouru à la fin des années 1950 et au début des années 1960. Il gagne la médaille d'or dans l'épreuve du 1 000 mètres canoë biplace hommes aux Jeux olympiques d'été de 1960 à Rome.
Il gagne également une médaille d'or dans l'épreuve du 10 000 mètres canoë biplace hommes aux Championnats du monde de course en ligne 1963 à Jajce.

## Palmarès
- Jeux olympiques d'été
  -  Médaille d'or aux Jeux olympiques d'été de 1960 à Rome en canoë-kayak dans l'épreuve du 1 000 mètres canoë biplace hommes
- Championnats du monde
  -  Médaille d'or en 1963 en canoë-kayak dans l'épreuve du 10 000 mètres canoë biplace hommes